# Handelspost

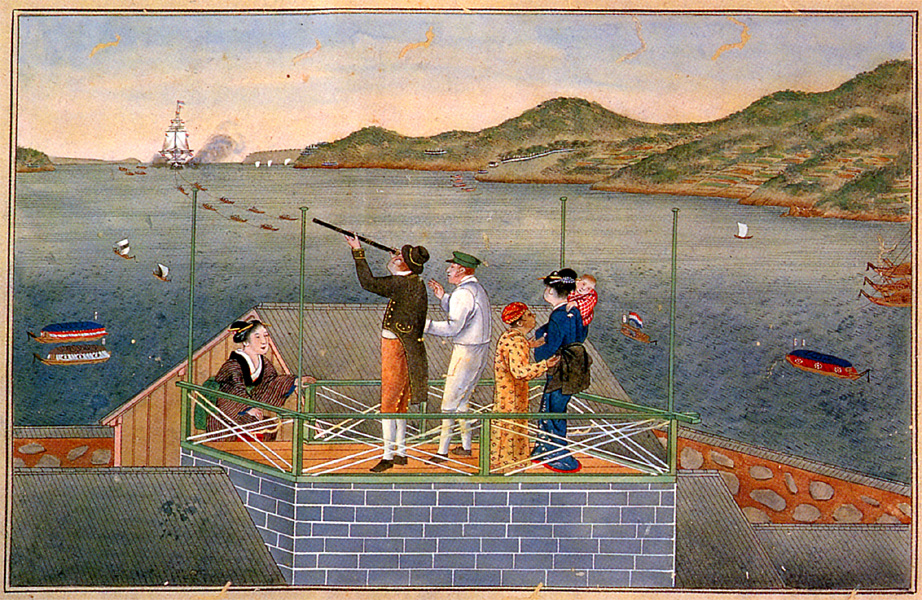
Nederlanders observeren een binnenkomend schip te Dejima, een Nederlandse handelspost in Japan
(Japans schilderij, 18e-19e eeuw)

Een handelspost is een post (ook wel plaats) waar handel gedreven wordt. Aanvankelijk werd de handel gevoerd door middel van ruilhandel. Wanneer het begrip handelspost is ontstaan is niet met zekerheid vast te stellen.
Alle volken in de geschiedenis hebben handelsposten gebruikt als ontmoetingsplaats, waar het wereldnieuws mondeling werd doorgegeven. Reikhalzend werd uitgekeken naar de schepen en karavanen uit het thuisland in de hoop nieuws hierover te horen.

## Handelskolonie
Een handelspost is altijd al uitermate geschikt geweest om als beginpunt van een handelsstad of handelskolonie te dienen, waarbij de ontwikkelingen van die stad of kolonie zijn gebaseerd op de handel en de verwerking van grondstoffen voor die handel.
Voorbeelden van steden die zijn gegroeid rond een handelspost zijn Rotterdam en Venetië.
Misschien wel het oudst bekende voorbeeld voor een handelskolonie is die van de Fenicische zeevaarders die een simpele handelspost aan de Noord-Afrikaanse kust opbouwden tot een van de grootse handelsstaten in de vroeg-mediterrane geschiedenis: Carthago.
Veel van de op de Oost en West varende compagnieën, zoals de Vereenigde Oostindische Compagnie, breidden hun handelsposten uit met pakhuizen en werkplaatsen, ook wel factorijen genoemd.
In deze factorijen werden de goederen gecontroleerd en kregen ze hun eerste grove behandeling waarna ze nauwkeurig werden gewogen en verpakt om ze geschikt te maken voor de lange reis over zee. Met name specerijen, cacao, thee, tabak, koffie, suiker, bont en zijde moesten goed beschermd worden tegen de zoute zeelucht. Als de nederzetting verder groeide, waarbij ook een woonwijk en een bestuurshuis en soms ook een kerk werden gebouwd, ontstond er een kolonie, vaak werden ook vestingwerken gebouwd, zoals een fort en een ommuring.

## Postkantoor
Terwijl de rijkeren zich een koerier konden veroorloven om brieven rond te brengen, was de gewone burgerij afhankelijk van de bereidheid en goedwillendheid van de handelaar, scheepskapitein of karavaan om brieven bestemd voor verre familieleden mee te nemen. De meeste scheepsroutes en karavanen volgen dezelfde route en brieven werden van de ene route overgedragen aan de andere om zo hun bestemming te bereiken. Deze samenwerking en de toename van de burgerpost - er kwamen o.a. steeds meer kolonies - leiden uiteindelijk tot de ontwikkeling van het posthuys of postkantoor.

## Bank
Hoewel aanvankelijk aan ruilhandel werd gedaan, ging men al enkele eeuwen voor Christus over tot het gebruik van geld als betaalmiddel. Met name de zeldzame edelmetalen goud en zilver werden voor dit doel aangewend in de vorm van munten. Aangezien het gewicht van een Perzische gouden munt anders is dan die van een Griekse kwam al bij de Feniciërs het ambt goudweger in gebruik.
Aan het gebruik van de relatief zware munten kleefden diverse nadelen. Het gewicht gaf op kleinere handelsschepen een beperking aan de te vervoeren handelswaren. Ook was er het gevaar overvallen te worden vanwege de aanwezigheid van veel geld. Na de invoering van het muntgeld nam de zeeroverij toe en ook op het land kregen de karavanen vaker te maken met struikrovers.
Om onder andere het probleem van de piraterij en de extra ballast te ondervangen ontstond het begrip bank, dit was een plaats waar men het geld kon inleveren en op papier een banktegoed kreeg, waarop stond hoeveel goud hij te goed had. Hoewel de eerste banken al van voor het begin van de jaartelling bekend zijn bij de Grieken en Romeinen, bestaat het vermoeden dat het begrip "bank" via Perzië uit China afkomstig is, het woord bank is te herleiden naar het Italiaanse banco.